# Roman Łysko
Roman Łysko, (ukr. Роман Лиско, ur. 14 sierpnia 1914 w Gródku Jagiellońskim, zm. 14 października 1949 we Lwowie) – duchowny greckokatolicki, męczennik chrześcijański, błogosławiony Kościoła greckokatolickiego.
Ukończył Lwowską Akademię Teologiczną. Wraz z żoną pracowali z młodzieżą. Święcenia kapłańskie przyjął w 1941 roku z rąk metropolity lwowskiego Andrzeja Szeptyckiego. Został aresztowany przez NKWD 9 września 1949 roku i osadzony w więzieniu za odmowę konwersji na prawosławie.
Po wielokrotnym pobiciu przez strażników więziennych zamurowano go żywcem. Zmarł w wieku 35 lat.
Został beatyfikowany 27 czerwca 2001 roku przez Jana Pawła II we Lwowie wraz z innymi ofiarami reżimu sowieckiego.
Jego wspomnienie liturgiczne w Kościele łacińskim obchodzone jest za Martyrologium Rzymskim w dzienną pamiątkę śmierci (14 października) oraz 27 czerwca w grupie 27 nowomęczenników greckokatolickich. W Kościele greckokatolickim, z uwagi na liturgię według kalendarza juliańskiego, obchodzone jest odpowiednio: 14 października?/27 października lub 27 czerwca?/10 lipca.